# KS인더스트리
주식회사 KS인더스트리(영어: KS Industry)는 대한민국의 조선기자재 기업이다.

## 역사 및 현황
경영위기에 있던 디엠씨(DMC)를 2019년 상상인이 인수하여 상상인인더스트리로 개명하였다가2024년 현재의 사명으로 변경하였다.